# Marcos Ros Sempere
Marcos Ros Sempere (ur. 24 marca 1974 w Murcji) – hiszpański architekt, nauczyciel akademicki i polityk, zastępca rektora Universidad Politécnica de Cartagena, poseł do Parlamentu Europejskiego IX i X kadencji.

## Życiorys
Ukończył studia z zakresu architektury na Universidad Politécnica de Madrid, doktoryzował się w 2005 na Uniwersytecie Complutense w Madrycie. W 2000 podjął pracę jako architekt, pracował m.in. w administracji Kartageny. Działacz Hiszpańskiej Socjalistycznej Partii Robotniczej, w latach 2003–2011 był radnym miejskim w Murcji. W 2008 zajął się też działalnością dydaktyczną jako wykładowca na Universidad Politécnica de Cartagena. W 2016 powołany na zastępcę rektora tej uczelni, odpowiadał za sprawy kampusu i zrównoważonego rozwoju.
Powrócił później do aktywności politycznej. W wyborach w 2019 kandydował z listy PSOE na deputowanego do PE IX kadencji. Mandat poselski uzyskał po rezygnacji Josepa Borrella przed rozpoczęciem kadencji z zasiadania w PE. Jego objęcie zostało jednak zawieszone do czasu brexitu. W Europarlamencie ostatecznie zasiadł w lutym 2020. Z powodzeniem ubiegał się o reelekcję w 2024.